# Lefamulina
La lefamulina, comercializada bajo la marca Xenleta, es un antibiótico utilizado para tratar la neumonía adquirida en la comunidad. Se utiliza cuando otros antibióticos no son apropiados. Es eficaz contra varias bacterias, incluida la MRSA. Este medicamento se toma por vía oral o mediante inyección en vena. 
Los efectos secundarios más frecuentes de este medicamento son diarrea, náuseas, dolor en el lugar de la inyección e inflamación hepática. Otros efectos secundarios pueden ser prolongación del intervalo QT e infección por Clostridioides difficile. El uso de este medicamento durante el embarazo puede dañar al bebé. Es un antibiótico pleuromutilina y actúa bloqueando la producción de proteínas a partir del ARN bacteriano   
Este medicamento fue aprobada para uso médico en Estados Unidos en 2019 y en Europa en 2020. En Estados Unidos un tratamiento de 5 días cuesta unos 1450 dólares estadounidenses a partir de 2021. Aunque está aprobada en Europa, no está disponible comercialmente allí a partir de 2021.  